# Beth Kustan (Midyat)
Beth Kustan (Syrisch: Beth-Kustan, ܒܝܬ ܩܘܣܛܢ) is een dorp in het district Midyat in de provincie Mardin, Turkije. Het wordt bewoond door Arameeërs, die behoren tot de Syrisch-Orthodoxe Kerk en Turoyo spreken, een dialect van het Neo-Aramees.
Het dorp had een bevolking van 154 in 2022. Het ligt in de historische regio Tur Abdin.

## Geschiedenis
Beth Kustan is een van de vele Aramese dorpen in Tur Abdin, een regio die historisch gezien een centrum van het Syrisch christendom is. De naam "Beth Kustan" betekent "Huis van Kustan" in het Aramees.  
Tijdens de Ottomaanse periode en de daaropvolgende 20e eeuw hebben veel Arameeërs de regio verlaten vanwege vervolging en economische omstandigheden. In de jaren 80 en 90, tijdens het conflict tussen het Turkse leger en de PKK, nam de migratie toe en vertrokken veel inwoners naar Europa, met name naar Duitsland, Zweden en Nederland.

## Religie en cultuur
Het dorp herbergt een historische Syrisch-Orthodoxe kerk, die nog steeds wordt gebruikt voor religieuze diensten, vooral tijdens hoogtijdagen. De inwoners vieren traditionele Aramese feesten en spreken Turoyo als hun moedertaal, naast Turks.

## Demografie
De bevolking van Beth Kustan is de afgelopen decennia sterk afgenomen door emigratie. Desondanks keren sommige families in de zomer terug en zijn er initiatieven om het dorp te herstellen en opnieuw te bevolken.

## Bekende inwoners
- Dioscorus Benyamin Ataş
- Timotheus Samuel Aktaş